# Piccole suore degli anziani abbandonati

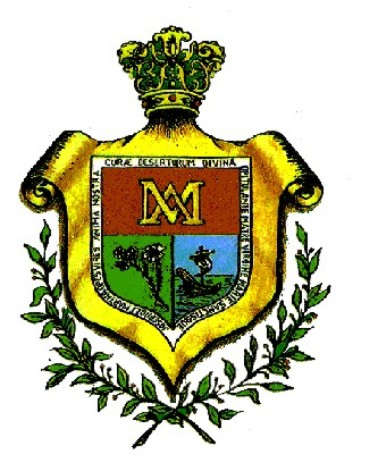
Lo stemma della congregazione

Le piccole suore degli anziani abbandonati (in latino Congregatio Parvarum Sororum Senium Derelictorum) sono un istituto religioso femminile di diritto pontificio: i membri di questa congregazione pospongono al loro nome la sigla H.A.D. (dallo spagnolo Hermanitas de los Ancianos Desamparados).

## Storia
La congregazione venne fondata a Barbastro (Huesca) l'11 ottobre 1872 dal sacerdote Saturnino López Novoa (1830-1905) e da madre Teresa Jornet e Ibars (1843-1887): nel 1873 l'opera venne trasferita a Valencia.
L'istituto ricevette il pontificio decreto di lode il 14 giugno 1876 e venne approvato definitivamente dalla Santa Sede il 24 agosto 1887 (le sue costituzioni il 21 agosto 1897).
La fondatrice è stata canonizzata da papa Paolo VI nel 1974.

## Attività e diffusione
Le piccole suore degli anziani abbandonati si dedicano alla cura e all'assistenza materiale e spirituale agli anziani e agli invalidi di entrambi i sessi.
Sono presenti in Argentina, Bolivia, Brasile, Cile, Colombia, Cuba, Ecuador, Repubblica Dominicana, Germania, Italia, Messico, Mozambico, Perù, Portogallo, Porto Rico, Spagna e Venezuela. La sede generalizia è a Valencia.
Al 31 dicembre 2005, la congregazione contava 2.527 religiose in 210 case.